# Vägledningen för 24-timmarswebben
Vägledningen 24-timmarswebben är en svensk publikation som innehåller riktlinjer för utveckling av webb och e-tjänster i offentlig sektor. I dokumentet finns riktlinjer för hur utveckling av webbplatser och e-tjänster skall bedrivas. Riktlinjerna vänder sig till beslutsfattare, systemutvecklare och innehållsansvariga. Utöver riktlinjer för produktion av webbplatser finns även stöd för upphandling av produkter (till exempel publiceringsverktyg) och tjänster inom området.
En av grundstenarna i vägledningen är att säkerställa att de webbplatser/tjänster som utvecklas blir användbara för så många medborgare som möjligt. Detta sker genom ett fokus på användbarhet, tillgänglighet och standarder.
Vägledningen gavs ut av Verva, verket för förvaltningsutveckling och har uppdaterats vartannat år. Vägledningen för 24-timmarswebben har utkommit tre gånger. Den sista december 2008 lades Verva ner och arbetet med 24-timmarswebben fortsatte inom ramen för E-delegationens uppdrag.  
E-delegationen släppte 2012 en ny vägledning för webbutveckling för arbetet med offentliga webbplatser. 2015 övergick ansvaret för sajten till Post- och telestyrelsen.